# Bursaspor
El Bursaspor Kulübü Derneği es un club de fútbol turco, de la ciudad de Bursa. Fue fundado el 1 de junio de 1963 y juega como local en el Timsah Arena. Desde la temporada 2025/2026 jugará en la 2. Ligadura, tercera división del fútbol turco, tras haber salido campeón de la TFF Tercera División.

## Historia
Bursaspor es uno de los equipos más importantes de Turquía, al ser uno de los 6 equipos que ha ganado la Superliga de Turquía, es también el sexto equipo con más partidos en la liga (1559 juegos), y el quinto con más temporadas disputadas (41, solo detrás de Beşiktaş, Fenerbahçe, Galatasaray y Ankaragücü). También han ganado la Copa de Turquía en una ocasión (1986) además de ser finalistas en otras 5 ocasiones. En 1986, 2010 y 2015 participaron en la Supercopa turca, en las 3 ocasiones perdieron. Su club de aficionados más importante se llama Teksas (Texas) y mantienen una relación amistosa con los aficionados del Ankaragücü. Bursaspor es el cuarto equipo en Turquía en tener su propio canal de televisión.
En la temporada 2009/2010 se proclamó campeón de liga por primera vez en su historia después de vencer en la última jornada al Beşiktaş por 2-1 y de que el Fenerbahçe no pasara del empate en casa ante el Trabzonspor. Para la temporada 2010/2011 Bursaspor debutó en la Champions League y debido al reglamento de la UEFA, se amplió la capacidad del Bursa Atatürk Stadium para que el equipo jugara sus partidos en la ciudad de Bursa.

## Entrenadores

### Entrenadores (desde 1970)
| - Sabri Kiraz (1966–1969) - Tomislav Kaloperović (1970–1972) - Necdet Nis (julio de 1979–junio de 1980) - Đorđe Milić (1985) - Tomislav Kaloperović (julio de 1986–junio de 1987) - Yılmaz Vural (1989–1990) - Ion Nunweiller (1990) - Đorđe Milić (julio de 1990–junio de 1991) - Yılmaz Vural (julio de 1991–junio de 1993) - Sepp Piontek (1993) - Nejad Biyedić (1995–1996) - Gordon Milne (julio de 1996–junio de 1997) - Rasim Kara (julio de 1997–junio de 1998) - Nejad Biyedić (1998–1999) - Yılmaz Vural (julio de 1999–junio de 2000) - Jörg Berger (julio de 2000–octubre de 2000) - Erdoğan Arıca (julio de 2002–junio de 2003) - Gheorghe Hagi (julio de 2003–febrero de 2004) - Nejad Biyedić (marzo de 2004–junio de 2004) | - Rasit Cetiner (julio de 2005–octubre de 2006) - Engin Ipekoglu (noviembre de 2006–junio de 2007) - Bülent Korkmaz (julio de 2007–octubre de 2007) - Samet Aybaba (octubre de 2007–noviembre de 2008) - Güvenç Kurtar (noviembre de 2008–diciembre de 2008) - Ertuğrul Sağlam (enero de 2009–enero de 2013) - Ersel Uzgur (interino) (enero de 2013–marzo de 2013) - Hikmet Karaman (marzo de 2013–agosto de 2013) - Christoph Daum (agosto de 2013-marzo de 2014) - Şenol Güneş (junio de 2014-junio de 2015) - Ertugrul Saglam (junio de 2015-noviembre de 2015) - Hamza Hamzaoglu (diciembre de 2015-enero de 2017) - Paul Le Guen (junio de 2017-abril de 2018) - Samet Aybaba (junio de 2018-abril de 2019) - Mesut Bakkal (abril de 2019-junio de 2019) - Yalçın Koşukavak (julio 2019-diciembre 2019) - Ibrahim Üzülmez (diciembre 2019- junio 2020) - Irfan Buz (junio 2020-septiembre 2020) |

## Palmarés
| Torneos nacionales         | Títulos     | Subcampeonatos                |
| -------------------------- | ----------- | ----------------------------- |
| Superliga de Turquía (1)   | 2010        |                               |
| Copa de Turquía (1/5)      | 1986        | 1971, 1974, 1992, 2012 y 2015 |
| Copa Presidente (2)        | 1971 y 1992 |                               |
| TFF Primera División (2)   | 1967 y 2006 |                               |
| Supercopa de Turquía (0/3) |             | 1986, 2010 y 2015             |
| TFF Tercera división (1/0) | 2025        |                               |

## Datos del club
- 50 temporadas en Primera División

(1967-2004, 2006-2019)
- 7 temporadas en Segunda División

(1963-1967, 2004-2006, 2019-actualidad)

## Participación en competiciones de la UEFA

### Liga de Campeones
| Temporada | Ronda          | Club              | Casa | Visita | Global    |
| --------- | -------------- | ----------------- | ---- | ------ | --------- |
| 2010–11   | Fase de grupos | Manchester United | 0–3  | 0–1    | 4.º lugar |
| 2010–11   | Fase de grupos | Valencia          | 0–4  | 1–6    | 4.º lugar |
| 2010–11   | Fase de grupos | Rangers           | 1–1  | 0–1    | 4.º lugar |

### Recopa de Europa
| Temporada | Ronda            | Club          | Casa | Visita | Global |
| --------- | ---------------- | ------------- | ---- | ------ | ------ |
| 1974–75   | 1                | Finn Harps    | 4–2  | 0–0    | 4–2    |
| 1974–75   | 2                | Dundee United | 1–0  | 0–0    | 1–0    |
| 1974–75   | Cuartos de final | Dynamo Kiev   | 0–1  | 0–2    | 0–3    |
| 1986–87   | 1                | Ajax          | 0–2  | 0–5    | 0–7    |

### Liga Europa
| Temporada | Ronda            | Club         | Casa | Visita | Global      |
| --------- | ---------------- | ------------ | ---- | ------ | ----------- |
| 2011–12   | Clasificatoria 3 | Gomel        | 2–1  | 3–1    | 5–2         |
| 2011–12   | Play-Off         | Anderlecht   | 1–2  | 2–2    | 3–4         |
| 2012–13   | Clasificatoria 3 | KuPS         | 6–0  | 0–1    | 6–1         |
| 2012–13   | Play-Off         | Twente       | 3–1  | 1–4    | 4–5         |
| 2013–14   | Clasificatoria 3 | FK Vojvodina | 0–3  | 2–2    | 2–5         |
| 2014–15   | Clasificatoria 2 | Chikhura     | 0–0  | 0–0    | 0–0 (1-4 p) |

### Copa Intertoto
| Temporada | Ronda            | Club             | Casa        | Visita |
| --------- | ---------------- | ---------------- | ----------- | ------ |
| 1995      | Fase de grupos   | Wimbledon        |             | 4–0    |
| 1995      | Fase de grupos   | Beitar Jerusalem | 2–0         |        |
| 1995      | Fase de grupos   | Charleroi        |             | 2–0    |
| 1995      | Fase de grupos   | Košice           | 1–1         |        |
| 1995      | 1/16             | OFI              | 2–1         |        |
| 1995      | Cuartos de final | Karlsruhe        | 3–3 (5–6 p) |        |